# Рабенау (Гессен)
Рабенау (нем. Rabenau) — община в Германии, районный центр, университетский город, расположен в земле Гессен. Подчиняется административному округу Гиссен. Входит в состав района Гиссен. Население составляет 5275 человек (на 30 июня 2009 года). Занимает площадь 43,4 км².